# April, May i June
April, May i June o Abril, Maig i Juny (títol original en neerlandès, April, May en June) és una pel·lícula dramàtica neerlandesa del 2019 dirigida per Will Koopman. S'ha doblat al català central per a TV3 amb el títol d'April, May i June, i al valencià per a À Punt amb el nom d'Abril, Maig i Juny.

## Repartiment
| Intèrpret                | Personatge    |
| ------------------------ | ------------- |
| Linda de Mol             | April         |
| Elise Schaap             | May           |
| Tjitske Reidinga         | June          |
| Olga Zuiderhoek          | Mies          |
| Bas Hoeflaak             | Jan           |
| Patrick Duffy            | Patrick Duffy |
| Peter Bolhuis            | Jos           |
| Gijs Scholten van Aschat | Daan/Daniëlle |
| Mark Rietman             | Matthias      |
| Ali Ben Horsting         | Mark          |
| Dragan Bakema            | Doctor Alex   |

## Premis i reconeixements
| Any  | Premi               | Categoria           | Nominat(s)                            | Resultat  |
| ---- | ------------------- | ------------------- | ------------------------------------- | --------- |
| 2019 | Pel·lícula d'or     | 100.000 espectadors | Will Koopman, John de Mol i Alex Doff | Guanyador |
| 2020 | Pel·lícula de platí | 400.000 espectadors | Will Koopman, John de Mol i Alex Doff | Guanyador |